# Гоумворт (Огайо)
Гоумворт (англ. Homeworth) — переписна місцевість (CDP) в США, в окрузі Коламбіана штату Огайо. Населення — 492 особи (2020).

## Географія
Гоумворт розташований за координатами 40°50′10″ пн. ш. 81°3′55″ зх. д. / 40.83611° пн. ш. 81.06528° зх. д. (40.836069, -81.065140).  За даними Бюро перепису населення США в 2010 році переписна місцевість мала площу 3,25 км², з яких 3,21 км² — суходіл та 0,04 км² — водойми.

## Демографія
Згідно з переписом 2010 року, у переписній місцевості мешкала 481 особа в 177 домогосподарствах у складі 131 родини. Густота населення становила 148 осіб/км².  Було 187 помешкань (58/км²).
Расовий склад населення:
| - 99,2 % — білих - 0,2 % — чорних або афроамериканців |

До двох чи більше рас належало 0,6 %. Частка іспаномовних становила 0,0 % від усіх жителів.
За віковим діапазоном населення розподілялося таким чином: 24,1 % — особи молодші 18 років, 67,8 % — особи у віці 18—64 років, 8,1 % — особи у віці 65 років та старші. Медіана віку мешканця становила 35,6 року. На 100 осіб жіночої статі у переписній місцевості припадало 104,7 чоловіків;  на 100 жінок у віці від 18 років та старших — 94,1 чоловіків також старших 18 років.
Середній дохід на одне домашнє господарство  становив 58 334 долари США (медіана — 54 306), а середній дохід на одну сім'ю — 74 920 доларів (медіана — 79 750). За межею бідності перебувало 2,6 % осіб, у тому числі 0,0 % дітей у віці до 18 років та 0,0 % осіб у віці 65 років та старших.
Цивільне працевлаштоване населення становило 173 особи. Основні галузі зайнятості: виробництво — 29,5 %, роздрібна торгівля — 22,5 %, транспорт — 12,7 %, освіта, охорона здоров'я та соціальна допомога — 8,7 %.